# Hanna-Marie Klek
Hanna-Marie Klek (ur. 11 stycznia 1995 w Nürtingen) – niemiecka szachistka, arcymistrzyni od 2017 roku.

## Kariera szachowa
Była dwukrotną zwyciężczynią mistrzostw Niemiec w szachach dziewcząt: do lat 14 (2008) i do lat 16 (2011). W 2011 roku zajęła 5. miejsce w mistrzostwach Niemiec kobiet w Bonn. Grała dla Niemiec w olimpiadach szachowych kobiet w 2008 roku w składzie rezerwowym 38. Olimpiady Szachowej w Dreźnie. Grała na trzeciej szachownicy w 14. drużynowych mistrzostwach Europy kobiet w 2021 roku w Čatež ob Savi.
Najwyższy ranking w dotychczasowej karierze osiągnęła 1 grudnia 2017 roku, z wynikiem  punktów 2376.